# Mestolobes arctura
Mestolobes arctura là một loài bướm đêm thuộc họ Crambidae. Nó là loài đặc hữu của Molokai.
đối với con cái have a remarkable, large, broad, apically truncated, heavy mass of black hair-scales, which resemble a shaving brush, at the apex of the abdomen.